# Câu lạc bộ thể thao

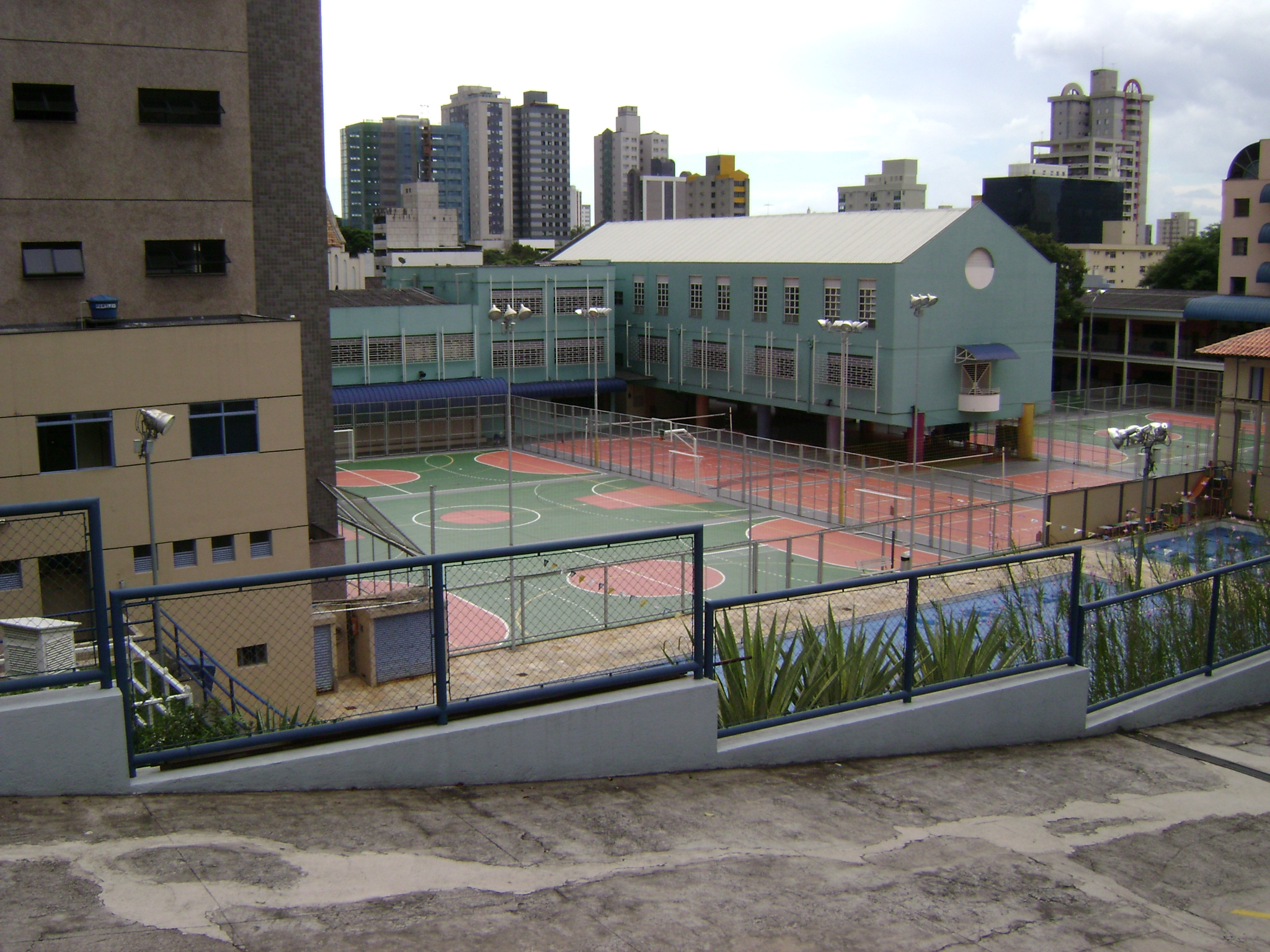
Một câu lạc bộ thể thao ở Belo Horizonte, Brasil, với nhiều sân dành cho futsal, bóng rổ và bóng chuyền cùng hai bể bơi.

Một câu lạc bộ thể thao hay hiệp hội thể thao, là một loại hình câu lạc bộ dành cho một hay nhiều một môn thể thao. Các câu lạc bộ thể thao có thể là các tổ chức có các thành viên thi đấu cùng nhau, không cần trả tiền, đôi khi thi đấu với các câu lạc bộ khác và được người nhà hay bạn bè tới xem cổ vũ; cũng có thể là các tổ chức thương mại lớn với các vận động viên chuyên nghiệp, sở hữu các đội thể thao thường xuyên thi đấu với các câu lạc bộ khác và thu hút một lượng lớn khán giả trả tiền tới xem.

## Tổ chức
Các câu lạc bộ lớn thường có các bộ phận chuyên nghiệp, bán chuyên nghiệp và nghiệp dư ở nhiều môn thể thao khác nhau ví dụ như bóng đá, bóng rổ, futsal, cricket, bóng chuyền, bóng ném, bowling, rink hockey, bóng nước, bóng rugby, điền kinh, đấm bốc, bóng chày, đạp xe, quần vợt, rowing, thể dục dụng cụ và các môn khác, ít truyền thống ví dụ như airsoft, bi-a, chạy định hướng, súng sơn hay roller derby. Các đội hay các vận động viên trong câu lạc bộ có thể thi đấu tại nhiều giải vô địch hay giải đấu cúp trong cùng một màu áo, chia sẻ chung lực lượng người hâm mộ và cơ sở vật chất hỗ trợ.
Nhiều câu lạc bộ có hệ thống hội viên nơi mà những cổ động viên đã đăng ký sẽ trả lệ phí hàng năm. Trong nhưng trường hợp như vậy cổ động viên sẽ được phép đến xem các trận đấu sân nhà của câu lạc bộ, và có quyền sử dụng các cơ sở vật chất của CLB. Phí thành viên đăng ký, doanh thu khán giả, các hợp đồng tài trợ, sự thương phẩm hóa hình ảnh câu lạc bộ, bản quyền truyền hình, phí chuyển nhượng các vận động viên, thương là nguồn doanh thu chính của các câu lạc bộ. Thêm vào đó còn  có các câu lạc bộ hay các đội trong câu lạc bộ được trao đổi thương mại công khai và được niêm yết trên thị trường chứng khoán - ví dụ như nhiều câu lạc bộ bóng đá châu Âu thuộc về một câu lạc bộ đa môn lớn hơn (như, các câu lạc bộ SAD (Sociedade Anónima Desportiva) của Bồ Đào Nha như Benfica và Sporting Clube de Portugal, hay các câu lạc bộ SAD (Sociedad Anónima Deportiva) của Tây Ban Nha như Real Zaragoza, S.A.D. và Real Betis Balompié S.A.D.,  cũng như các câu lạc bộ của Ý như Società Sportiva Lazio S.p.A.).
Một số câu lạc bộ được sở hữu và cung cấp tài chính từ một công ty không hoạt động trong ngành thể thao. Ví dụ như các đội thể thao do Red Bull GmbH (công ty sản xuất ra nhãn hiệu nước uống tăng lực Red Bull) nắm quyền sở hữu như FC Red Bull Salzburg, New York Red Bulls. Các ví dụ khác là các câu lạc bộ của các hãng Bayer và Philips như TSV Bayer 04 Leverkusen và PSV Eindhoven, có gốc gác là các đội thể thao công nhân, hay các đội do Samsung Group sở hữu. Các đội này có thể thi đấu tại các giải đấu, có thể có trụ sở tại nhiều quốc gia.
Ở một số môn thể thao ví dụ như: bóng đá, futsal, bóng chuyền, bóng rổ, bóng chày, v.v.., những vận động viên chuyên nghiệp xuất sắc cùng một quốc tịch có thể sẽ được triệu tập từ các câu lạc bộ mà họ đang thi đấu và trở thành các tuyển thủ quốc gia, thi đấu cho đội tuyển quốc gia của đất nước họ, bất kể họ đang thi đấu cho câu lạc bộ nào.